# اوکریج، ونکوور
اوکریج، ونکوور (انگلیسی: Oakridge, Vancouver) محله ای در ونکوور، بریتیش کلمبیا، کانادا، با یک منطقه مسکونی و تجاری چندفرهنگی است. در سال ۲۰۱۶ جمعیتی بالغ بر ۱۳۰۳۰ نفر داشت که تقریباً ۵۰ درصد آن زبان مادری زبان چینی است.